# Home Lake
Der Home Lake (englisch für Heimatsee) ist ein kleiner See auf der antarktischen Ross-Insel. Er liegt am Kap Royds
Teilnehmer der Nimrod-Expedition (1907–1909) unter der Leitung des britischen Polarforschers Ernest Shackleton benannten ihn. Namensgebend ist der Umstand, dass sich der See in unmittelbarer Nähe zum heute noch existierenden Basislager der Expedition befindet.